# 多布羅加內部革命組織

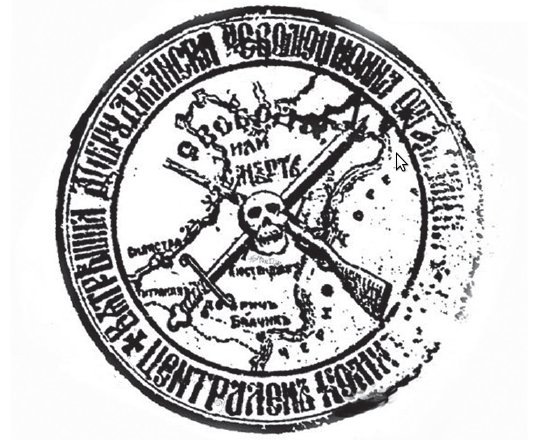
多布羅加內部革命組織徽章

多布羅加內部革命組織是1940年活躍在羅馬尼亞，保加利亞民族主義的革命組織。它被羅馬尼亞政府看成“一個恐怖組織”，但保加利亞卻認為它是一個解放運動。